# Donja Dobrinja
Pour les articles homonymes, voir Dobrinja.
Donja Dobrinja (en serbe cyrillique : Доња Добриња) est un village de Serbie situé dans la municipalité de Požega, district de Zlatibor. Au recensement de 2011, il comptait 417 habitants.

## Démographie

### Évolution historique de la population
| 1948 | 1953 | 1961 | 1971 | 1981 | 1991 | 2002 | 2011 |
| ---- | ---- | ---- | ---- | ---- | ---- | ---- | ---- |
| 883  | 908  | 891  | 744  | 691  | 593  | 524  | 417  |

|  |